# Pseudoleirides
Pseudoleirides (лат.) — подрод жуков-тускляков из семейства жужелиц и подсемейства харпалин (Harpalinae). Ближний Восток и Центральная Азия (от Израиля до Турции и Казахстана).

## Описание
Подрод был впервые выделен в 1968 году советским энтомологом Олегом Леонидовичем Крыжановским для типового вида A. kopetdaghi Kryshanowskij, 1968 (= A. bucharica kopetdagi Krysh.).
Для подрода характерны следующие признаки: у самок 2—4, а у и самцов 4—6 анальных щетинок, 4—6 щетинок на средних бёдрах, 2—5 щетинок на задних бёдрах, два волоска на простернальном межкоксальном отростке, две надглазничные щетинки, есть передние и базальные латеральные волоски на переднеспинке, простые медиальные шпоры передних голеней.

## Виды
К этому подроду относят около 20 видов:
- Amara bucharica Tschitscherine, 1898[5] — Иран, Казахстан, Туркменистан
- Amara cadoudali Morvan, 1977[6] — Иран
- Amara chodjaii Morvan, 1975[7] — Иран
- Amara escalerai  Hejkal, 2008[8] — Иран
- Amara hamadanensis  Hejkal, 2008[8] — Иран
- Amara hermoniensis Hieke, 1997 — Израиль/Палестина, Сирия
- Amara iranica Kryzhanovskij, 1968[2] — Иран
- Amara jordanica Hieke, 2002[9] — Иордания
- Amara kermanensis Hejkal, 2008[8] — Иран
- Amara khoramabadensis Hejkal, 2008[8] — Иран
- Amara loeffleri Jedlicka, 1963[10] — Иран
- Amara lopatini Kryzhanovskij, 1968[2] — Таджикистан
- Amara mukusensis Hieke, 1997[11] — Турция
- Amara pakistana Jedlicka, 1963[12] — Афганистан, Пакистан
- Amara shirazica  Hejkal, 2008[8] — Иран
- Amara szekessyi Jedlicka, 1953[13] — Иран
- Amara turcica Hieke, 1976[14] — Турция
- Amara yasujensis  Hejkal, 2008[8] — Иран
- Amara zagrosensis (Morvan, 1973)[15] — Иран